# Arrondissement Dieppe
Dieppe is een arrondissement van het Franse departement Seine-Maritime in de regio Normandië. De onderprefectuur is Dieppe.

## Kantons
Het arrondissement was tot 2014 samengesteld uit de volgende kantons:
- Kanton Argueil
- Kanton Aumale
- Kanton Bacqueville-en-Caux
- Kanton Bellencombre
- Kanton Blangy-sur-Bresle
- Kanton Cany-Barville
- Kanton Dieppe-Est
- Kanton Dieppe-Ouest
- Kanton Envermeu
- Kanton Eu
- Kanton Fontaine-le-Dun
- Kanton Forges-les-Eaux
- Kanton Gournay-en-Bray
- Kanton Londinières
- Kanton Longueville-sur-Scie
- Kanton Neufchâtel-en-Bray
- Kanton Offranville
- Kanton Saint-Saëns
- Kanton Saint-Valery-en-Caux
- Kanton Tôtes

Na de herindeling van de kantons bij decreet van 27 februari 2014, met uitwerking op 22 maart 2015, zijn dat:
- Kanton Dieppe-1
- Kanton Dieppe-2
- Kanton Eu
- Kanton Gournay-en-Bray (deel 66/67)
- Kanton Luneray  (deel 70/73)
- Kanton Neufchâtel-en-Bray
- Kanton Saint-Valery-en-Caux  (deel 49/77)